# CRAYON POP
CRAYON POP（クレヨン・ポップ、朝: 크레용팝）は、韓国の女性5人組アイドルグループ。2012年7月18日にデビュー。Chrome Entertainment所属。CRAYON POPというグループ名には「音楽という画用紙にメンバーたちの持つ様々な色を塗る」という意味が込められている。

## 来歴

### 2012年：デビュー
2012年1月に『HURRICANE POP』というグループ名で中国で活動を開始。後に、脱退したメンバー(セラン、세랑)の代わりに、チョアの双子の妹ウェイが加入し、現在の『CRAYON POP』となる。
2012年7月18日に韓国でミニアルバム『CRAYON POP The 1st MINI Album』を発売し公式デビュー。タイトル曲「Saturday Night」、「Bing Bing」で活動を行った。
デビュー前から日本でのイベント活動に力を入れており、デビュー直後の8月には東京でファンミーティングを開催した。10月にはミニアルバム『Dancing Queen』をリリース。「Dancing Queen」は衣装としてジャージを取り入れ、プロモーションのためソウルの繁華街で路上パフォーマンスを行った。後続曲「Bing Bing」（リミックス版）の舞台では不良学生に扮して新しいダンスを披露した。

### 2013年：「パパパ」ブーム
2013年6月20日、シングル「빠빠빠（パパパ）」を発売。発売当初の反応は良くなかったものの、ヘルメット姿に「直列5気筒ダンス」と呼ばれるユニークな振り付けで徐々に人気が高まり、発売から1か月以上経ってから各種音楽配信チャートで1位を獲得、音楽番組でも1位候補になるなど、かつてない好反応を得た。この人気を受けて、世界的レコード会社ソニーミュージックとアルバムのライセンス及び戦略的提携契約を締結した。

### 2014年
- 4月1日、シングル「Uh-ee」をリリース。米ビルボードの絶賛を受ける[6]。歌詞の「ピカポンチョク」の「ピカ」が日本語の“ピカピカ”から由来した言葉だということでKBS(韓国放送公社)から放送不適合判定を受けた[7]。
- 6月・7月、レディー・ガガのコンサート「artRAVE: The ARTPOP Ball」のオープニングステージに立った[8]。
- 10月15日、CRAYON POPのユニットグループ「イチゴミルク(Strawberry Milk)」(チョア、ウェイ)がミニアルバム「Jackpot」をリリース[9]。
- 11月19日、日本限定スペシャルミニアルバム「POP!POP!POP!」をリリース[10]。

### 2015年
- 1月12日、ソユルがソロ曲「Y-Shirt」をリリース。
- 3月27日、ミニアルバム「FM」をリリース。
- 7月22日、日本デビューシングル「ラリルレ」をリリース。
- 11月18日、日本2ndシングル「Dancing All Night」をリリース。

### 2016年
- 1月20日、日本1stアルバム「CRAYON POP」をリリース。
- 1月29日から31日まで、日本3都市で「Crayon Pop 1st JAPAN Tour 2016」を開催。
- 3月16日、CRAYON POP 1st DVD「pop in japan」をリリース。
- 9月26日、韓国1stフルアルバム「Evolution pop Vol.1」をリリース。

### 2017年
- 5月31日、ソユルがCHROMEエンターテインメントとの契約満了につき脱退[11]。
- 9月26日、グンミがクライミックスエンターテインメントと専属契約を締結[12]。女優ソン・ボラムとして活動。
- 12月16日、チョア(ホ・ミンジン)とウェイ(ホ・ミンソン)が本名名義で一緒に歌ったクリスマスキャロル「Christmas for you」をリリース。
- 12月18日、ウェイがCreative光と専属契約を締結[13]。

### 2018年
- 3月21日、チョアがパークウィズエンターテインメントと専属契約を締結[14]。

## メンバー

### グンミ(금미、Geum-Mi)
- 本名：ペク・ボラム
- 生年月日：1988年6月18日（36歳）
- 担当：ボーカル、ダンス[15]
- メンバーカラー：ブルー
- 歌手を目指し21歳の時にオーディションを受けようとしたが、父親が脳出血で倒れて入院。家計を支えるために病院で働き、父親の看病と祖母の介護をしながら夢のためダンススクールに通い続けた。やがて父親は意識を取り戻し、晴れてオーディションを受けてデビューすることが出来たという[2]
- 出演：

ウェブドラマ「28個の月」(2015年) - スジン役
ウェブドラマ「6人部屋」(2014年)
KBSドラマ「恋の花が咲きました」(2017年) - チェ・スンア役

### エリン(엘린、Ellin)
- 本名：キム・ミニョン(金旼榮)
- 生年月日：1990年4月2日（35歳）
- 担当：ボーカル、ダンス[15]
- メンバーカラー：ピンク
- 出演：

BUMKEY「Attraction」MV（2013年）

### チョア(초아、Cho-A)
- 本名：ホ・ミンジン
- 生年月日：1990年7月12日（34歳）
- 双子の姉
- 担当：メインボーカル[15]
- メンバーカラー：レッド
- 2021年12月25日、6歳年上の実業家と結婚式を挙げる。[16]
- 出演：

KBS 2TVドラマ「ハイスクール：ラブオン」(2014年) - キム・ジニョン役
ミュージカル「徳恵(ドクヘ)翁主」(2015年) - 母(ドクヘ)と娘(ジョンへ)の一人二役
ミュージカル「真夏の夜の夢」(2015年) - ソソン役
ミュージカル「英雄」(2017年) - リンリン役

### ウェイ(웨이、Way)
- 本名：ホ・ミンソン
- 生年月日：1990年7月12日（34歳）
- 双子の妹
- 担当：リードボーカル[15]
- メンバーカラー：オレンジ
- 出演：

ミュージカル「愛は雨に乗って-SABITA Since 1995」(2015年) - ユ・ミリ役
SBSドラマ「あなたは贈り物」(2016年) - イ・ギョンア役
演劇「チャンポン」 (2017年) - ジナ役

### ソユル(소율、So-Yul)
- 本名：パク・ヘギョン
- 生年月日：1991年5月15日（34歳）
- 担当：メインボーカル[15]
- メンバーカラー：イエロー
- 学歴：誠信女子大学メディア映像演技学科 (2015年度入学)
- デビュー前に韓国のポータルサイト「Daum」の2008年度ネット5大オルチャン（ネットアイドル）に選ばれた経歴がある[17]
- 元H.O.T.のムン・ヒジュンと2017年2月に結婚することを発表。13歳の年の差。
- 2017年5月12日、女児を出産。
- 2017年5月31日、契約満了につきグループを脱退。

## 疑惑
2013年8月頃、グループの派手な衣装や振付が、日本のガールズユニット「ももいろクローバーZ」の模倣ではないかとの指摘が韓国のネットユーザーを中心に発生し、論争が巻き起こる事態となった。なお、所属事務所は模倣疑惑について一貫して否定している。しかし、その2ヶ月後、今度は当時の新曲『Lonely Christmas』の前奏とアニメ主題歌『ルパン三世のテーマ』の前奏との類似性がネットで指摘され、再び炎上する事態となった。この騒動を受け、作曲を担当したキム・ユミンは盗作疑惑を否定するコメントを発表した。

## 作品

### MUSICAL WORK

#### フルアルバム
| 順  | タイトル                   | 発売日        | タイトル曲                              |
| --- | -------------------------- | ------------- | --------------------------------------- |
| 1st | Crayon pop Evolution Vol_1 | 2016年9月26日 | 두둠칫 (Doo Doom Chit / ドゥドゥムチッ) |

#### ミニアルバム
| 順  | タイトル             | 発売日                                     | タイトル曲                     |
| --- | -------------------- | ------------------------------------------ | ------------------------------ |
| 1st | THE STREETS GO DISCO | 2013年9月26日 2013年10月25日（台灣獨佔盤） | 빠빠빠 2.0 / Dancing Queen 2.0 |
| 2nd | FM                   | 2015年3月26日 2015年5月15日（台壓盤）      | FM                             |

#### シングル
| タイトル                         | 発売日                               |
| -------------------------------- | ------------------------------------ |
| CRAYON POP The 1st MINI Album    | 2012年7月18日                        |
| The 2nd.SINGLE Dancing Queen     | 2012年10月24日                       |
| 2nd Album ★ Bing Bing            | 2012年10月24日                       |
| 4th Single Album 빠빠빠 (パパパ) | 2013年6月20日                        |
| Lonely Christmas                 | 2013年11月26日                       |
| Uh-ee (オイ)                     | 2014年4月1日 2014年4月29日（台壓版） |

#### デジタルシングル
- チョア&ウェイ「니가미워 (君が憎い)」 (2016年1月13日)
- ホ・ミンジン&ホ・ミンソン「Christmas for you」 (2017年12月16日)

#### OST
- チョア&ウェイ「늘」(JTBCドラマ「魔女宝鑑」)

#### 日本シングル
| 順  | タイトル          | 発売日         | 規格品番                                                                                   | 形式・形態                                                                                                |
| --- | ----------------- | -------------- | ------------------------------------------------------------------------------------------ | --- |
| 1st | ラリルレ          | 2015年7月22日  | PCCA-04199（CD+DVD） PCCA-70435（CD only） SCCA-21（CD+DVD） SCCA-22（CD only）            | 特別盤（CD+DVD） 通常盤（CD only） PCSC盤 A（CD+DVD） PCSC盤 B（CD only）                                 |
| 2nd | Dancing All Night | 2015年11月18日 | PCCA-70464（CD+グッズ） PCCA-04283（CD+DVD） PCCA-70450（CD only） SCCA-00033（CD+グッズ） | 特別盤（CD＋グッズ）※完全数量限定 初回限定盤（CD+DVD） 通常盤（CD only） PCSC盤（CD+グッズ）※完全数量限定 |

#### 日本ミニアルバム
| 順  | タイトル       | 発売日         | 規格品番             |
| --- | -------------- | -------------- | -------------------- |
| 1st | POP! POP! POP! | 2014年11月19日 | [CD＋DVD] PCCA-04130 |

#### 日本アルバム
| 順  | タイトル   | 発売日        | 規格品番                                   | 形式・形態                             |
| --- | ---------- | ------------- | ------------------------------------------ | -------------------------------------- |
| 1st | CRAYON POP | 2016年1月20日 | PCCA-04326（CD+DVD） PCCA-04327（CD only） | 初回限定盤（CD+DVD） 通常盤（CD only） |

#### ミュージックビデオ
| タイトル/リンク                     | 公開日        | 詳細 |
| ----------------------------------- | ------------- | --- |
| Saturday Night CG ver. M/V          | 2012年7月21日 | |
| Bing Bing M/V                       | 2012年7月23日 | 神戸（メリケンパーク・神戸モザイク）、大阪（新世界・道頓堀）にてロケ撮影。                                                                       |
| Saturday Night Japanese ver. M/V    | 2012年7月24日 | |
| Saturday Night New ver. M/V         | 2012年7月24日 | |
| パパパ (Bar Bar Bar) Story ver. M/V | 2013年6月13日 | |
| パパパ (Bar Bar Bar) Dance ver. M/V | 2013年6月23日 | |
| 梨泰院フリーダム M/V                | 2013年8月30日 | UVとパク・ジニョンによる曲「梨泰院フリーダム」に合わせて街角で踊る内容。                                                                         |
| パパパ (Global Version) M/V         | 2013年9月8日  | 緑莎坪駅、新沙洞・街路樹通り、トゥクソム遊園地、ソウル子供大公園にてロケ撮影。 前年に大ヒットしたPSYの「江南スタイル」へのオマージュが見られる。 |
| Dancing Queen 2.0 M/V               | 2013年9月27日 | |
| オイ (Uh-ee) M/V                    | 2014年4月1日  | |
| FM M/V                              | 2015年3月27日 | |
| 두둠칫 (Doo Doom Chit) M/V          | 2016年9月26日 | |

### PHOTO BOOK
1. Crayon Pop in Australia（2014.2.4 Release）
2. pop in book（2016.1.20 Release）

## 出演
- CRAYON POPの色とりどりの成長日記（MBC MUSIC、2012年8月29日）[27]

## コンサート

### CRAYON POP 1st JAPAN TOUR 2016
- 2016年1月29日(金)、名古屋SPADE BOX
- 2016年1月30日(土)、神戸Varit
- 2016年1月31日(日)、サイエンスホール

## リンク
- Chrome Entertainment Official Website
- Chrome Entertainment Twitter
- Chrome Entertainment Youtube
- 韓国公式ブログ
- 日本公式サイト
- 日本公式ブログ
- CRAYON POP Twitter
- CRAYON POP Facebook
- CRAYON POP Youtube
- CRAYON POP 日本公式Twitter
- エリン instagram
- ウェイ instagram
- ソユル instagram